# سان لويس (مدينة)
سان لويس (بالإسبانية: San Luis, Argentina)‏ هي منطقة سكنية تقع في الأرجنتين في La Capital Department, San Luis. يقدر عدد سكانها بـ 153,322 نسمة وترتفع عن سطح البحر 709 متر.

## المناخ
يظهر الجدول التالي التغييرات المناخية على مدار السنة لسان لويس:
| البيانات المناخية لـسان لويس                                                                                  | البيانات المناخية لـسان لويس | البيانات المناخية لـسان لويس | البيانات المناخية لـسان لويس | البيانات المناخية لـسان لويس | البيانات المناخية لـسان لويس | البيانات المناخية لـسان لويس | البيانات المناخية لـسان لويس | البيانات المناخية لـسان لويس | البيانات المناخية لـسان لويس | البيانات المناخية لـسان لويس | البيانات المناخية لـسان لويس | البيانات المناخية لـسان لويس | البيانات المناخية لـسان لويس |
| الشهر | يناير                        | فبراير                       | مارس                         | أبريل                        | مايو                         | يونيو                        | يوليو                        | أغسطس                        | سبتمبر                       | أكتوبر                       | نوفمبر                       | ديسمبر                       | المعدل السنوي                |
| --- | ---------------------------- | ---------------------------- | ---------------------------- | ---------------------------- | ---------------------------- | ---------------------------- | ---------------------------- | ---------------------------- | ---------------------------- | ---------------------------- | ---------------------------- | ---------------------------- | ---------------------------- |
| الدرجة القصوى °م (°ف)                                                                                         | 42.0 (107.6)                 | 39.9 (103.8)                 | 38.5 (101.3)                 | 34.7 (94.5)                  | 32.4 (90.3)                  | 30.1 (86.2)                  | 32.2 (90.0)                  | 34.6 (94.3)                  | 37.6 (99.7)                  | 40.0 (104.0)                 | 41.1 (106.0)                 | 42.3 (108.1)                 | 42.3 (108.1)                 |
| متوسط درجة الحرارة الكبرى °م (°ف)                                                                             | 31.1 (88.0)                  | 30.0 (86.0)                  | 27.3 (81.1)                  | 23.3 (73.9)                  | 19.7 (67.5)                  | 17.0 (62.6)                  | 16.6 (61.9)                  | 19.3 (66.7)                  | 21.8 (71.2)                  | 25.8 (78.4)                  | 28.4 (83.1)                  | 30.5 (86.9)                  | 24.2 (75.6)                  |
| المتوسط اليومي °م (°ف)                                                                                        | 24.4 (75.9)                  | 23.2 (73.8)                  | 20.8 (69.4)                  | 16.6 (61.9)                  | 12.9 (55.2)                  | 10.0 (50.0)                  | 9.4 (48.9)                   | 11.9 (53.4)                  | 14.7 (58.5)                  | 18.9 (66.0)                  | 21.6 (70.9)                  | 23.8 (74.8)                  | 17.4 (63.3)                  |
| متوسط درجة الحرارة الصغرى °م (°ف)                                                                             | 17.9 (64.2)                  | 17.0 (62.6)                  | 15.3 (59.5)                  | 11.3 (52.3)                  | 7.7 (45.9)                   | 4.5 (40.1)                   | 3.7 (38.7)                   | 5.9 (42.6)                   | 8.5 (47.3)                   | 12.5 (54.5)                  | 15.0 (59.0)                  | 17.1 (62.8)                  | 11.4 (52.5)                  |
| أدنى درجة حرارة °م (°ف)                                                                                       | 4.1 (39.4)                   | 3.9 (39.0)                   | 2.3 (36.1)                   | −2.4 (27.7)                  | −6.5 (20.3)                  | −9.1 (15.6)                  | −10.5 (13.1)                 | −8.7 (16.3)                  | −4.3 (24.3)                  | −4.0 (24.8)                  | 0.3 (32.5)                   | 1.6 (34.9)                   | −10.5 (13.1)                 |
| الهطول مم (إنش)                                                                                               | 119.5 (4.70)                 | 97.5 (3.84)                  | 98.9 (3.89)                  | 41.4 (1.63)                  | 19.8 (0.78)                  | 5.7 (0.22)                   | 11.2 (0.44)                  | 8.6 (0.34)                   | 24.3 (0.96)                  | 40.5 (1.59)                  | 80.4 (3.17)                  | 110.1 (4.33)                 | 657.9 (25.90)                |
| متوسط أيام هطول الأمطار (≥ 0.1 mm)                                                                            | 10.2                         | 8.3                          | 7.9                          | 5.0                          | 3.3                          | 1.9                          | 2.7                          | 2.2                          | 4.3                          | 5.4                          | 7.8                          | 10.6                         | 69.6                         |
| متوسط الرطوبة النسبية (%)                                                                                     | 54.4                         | 56.7                         | 63.7                         | 64.6                         | 64.2                         | 62.4                         | 57.6                         | 49.6                         | 47.0                         | 46.9                         | 48.3                         | 51.4                         | 55.6                         |
| ساعات سطوع الشمس الشهرية                                                                                      | 319.3                        | 280.0                        | 260.4                        | 234.0                        | 210.8                        | 186.0                        | 204.6                        | 238.7                        | 240.0                        | 291.4                        | 300.0                        | 316.2                        | 3٬081٫4                      |
| نسبة وصول أشعة الشمس                                                                                          | 73                           | 75                           | 68                           | 68                           | 64                           | 62                           | 65                           | 71                           | 67                           | 73                           | 72                           | 71                           | 69                           |
| المصدر #1: Servicio Meteorológico Nacional                                                                    |                              |                              |                              |                              |                              |                              |                              |                              |                              |                              |                              |                              |                              |
| المصدر #2: الإدارة الوطنية للمحيطات والغلاف الجوي (sun 1961–1990), Secretaria de Mineria (extremes 1901–1960) |                              |                              |                              |                              |                              |                              |                              |                              |                              |                              |                              |                              |                              |

## أعلام
- خوسيه سانتوس راميريز
- فرنسيس فيريرو
- أدولفو رودريغيز سا
- اينزو مويانو
- ماورو أغيري